# ATAP (Pordenone)
L'Azienda Trasporti Automobilistici Provinciali (acronimo ATAP), è l'azienda di trasporto pubblico che opera nella provincia di Pordenone.
Dal 1º febbraio 2017 l'azienda è diventata parte del gruppo TPL FVG s.c.a.r.l

## Storia
L'ATAP nasce nel 1976 come azienda speciale consortile del Consorzio per l'esercizio dei trasporti pubblici locali nella città di Pordenone e nei suoi dintorni.
Il 16 febbraio 2000 l'ATAP diventa una s.p.a. e dal 2001 diventa concessionaria unica per 10 anni dei servizi di trasporto urbano ed extraurbano della provincia di Pordenone.
Nel 2008 il terminal delle corriere è stato spostato da piazza Risorgimento alla stazione ferroviaria di Pordenone e nel 2009 sono stati spostati gli uffici della direzione dietro la stazione ferroviaria.

## Esercizio
L'ATAP gestisce 9 linee urbane di autobus e 50 linee extraurbane operanti nelle province di Pordenone, Udine, Venezia e Belluno.
Nel corso del 2017, il servizio extraurbano dell'azienda, ha trasportato circa 7 500 000 passeggeri.